# Beijing City Rail
Die Pekinger Vorortbahn (chinesisch 北京市郊铁路, Pinyin Běijīng shìjiāo tiělù), englisch Beijing City Rail, abgekürzt BCR, ist ein seit August 2008 im Raum Peking existierendes Schienenpersonennahverkehrssystem, das Bezirke außerhalb des Netzes der U-Bahn Peking mit der Stadt verbindet.
Im Jahr 2021 war das Streckennetz 365 Kilometer lang und bediente 24 Bahnhöfe. Die Züge auf den vier Linien werden jährlich von ungefähr 320.000 Passagieren genutzt. Diese geringe Zahl ist darauf zurückzuführen, dass nur wenige Züge verkehren. Der Betrieb erfolgt durch die China Railway auf bestehenden Strecken im Auftrag der Investitions- und Entwicklungsgesellschaft des Pekinger Stadtbahnnetzes (chinesisch 北京城市铁路投资发展有限公司, Pinyin Běijīng chéngshì tiělù tóuzī fāzhǎn yǒuxiàngōngsī).

## Linien

### Vorortbahn S1
Der erste Abschnitt dieser 63,7 km langen Strecke im Süden der Stadt wurde am 30. Dezember 2017 eröffnet. Sie wurde zweimal verlängert und verkehrt seit dem 30. Juni 2020 von Liangxiang im Bezirk Fangshan über den Westbahnhof durch den 7,2 km langen Stadttunnel zum Bahnhof Peking und weiter nach Qiaozhuang Ost. Die Strecke mit den sechs Bahnhöfen wurde im Januar 2021 täglich von sechs Zugpaaren befahren, die mit Triebzügen der Baureihe CRH6A geführt wurden, wobei nur zwei Zugpaare bis Liangxiang verkehrten, die übrigen aber bereits im Westbahnhof endeten.

### S2
Die 108,3 km lange Linie S2 trägt keinen zusätzlichen Namen. Sie wurde als erste Linie der Pekinger Vorortsbahn am 6. August 2008 eröffnet. Die Dieseltriebzüge der Baureihe NDJ3 verkehren vom Bahnhof Huangtudian im Bezirk Changping über die Peking–Baotou-Bahn zum Bahnhof Yanqing, an den Wochenenden verkehrt ein Zugpaar bis Shacheng im Kreis Huailai. Sie bestehen aus zwei Triebköpfen und sieben Zwischenwagen. Die Züge sind besonders im Frühjahr während der Aprikosenblütezeit bei den lokalen Touristen beliebt, welche die Fahrt durch die blühenden Aprikosenbäume mit einem Besuch der Chinesischen Mauer in Badaling kombinieren können. Die S2 verkehrte bis November 2016 ab dem Nordbahnhof, ihr Endpunkt musste aber für den Ausbau der Schnellfahrstrecke Peking–Zhangjiakou nach Huangtudian verlegt werden, wo er auch nach der Eröffnung der neuen Strecke belassen wurde.

### S5 Huairou–Miyun-Linie
Die 144,6 km lange Linie führt in Richtung Nordosten und erschließt die Stadtbezirke Huairou und Miyun. Der Betrieb erfolgt mit elektrischen Triebzügen der Baureihe CRH6A. Während des Baus der neuen Strecke zwischen Peking Nordbahnhof und Qinghe verkehrte die Huairou–Miyun-Linie ab Changping Nord statt ab dem Nordbahnhof.

### S6 Tongzhou–Miyun-Linie
Die 83,4 km lange Linie benutzt die Strecke der Peking–Chengde-Bahn. Sie beginnt in Tongzhou West und verkehrt wahlweise nach Miyun Nord oder nach Huairou Nord. Die beiden Laufwege teilen sich in Huairou auf. Es verkehren Züge mit Diesellokomotiven der Baureihe DF4C oder DF11G und klimatisierte Reisezugwagen der Bauart 25G.

### Galerie

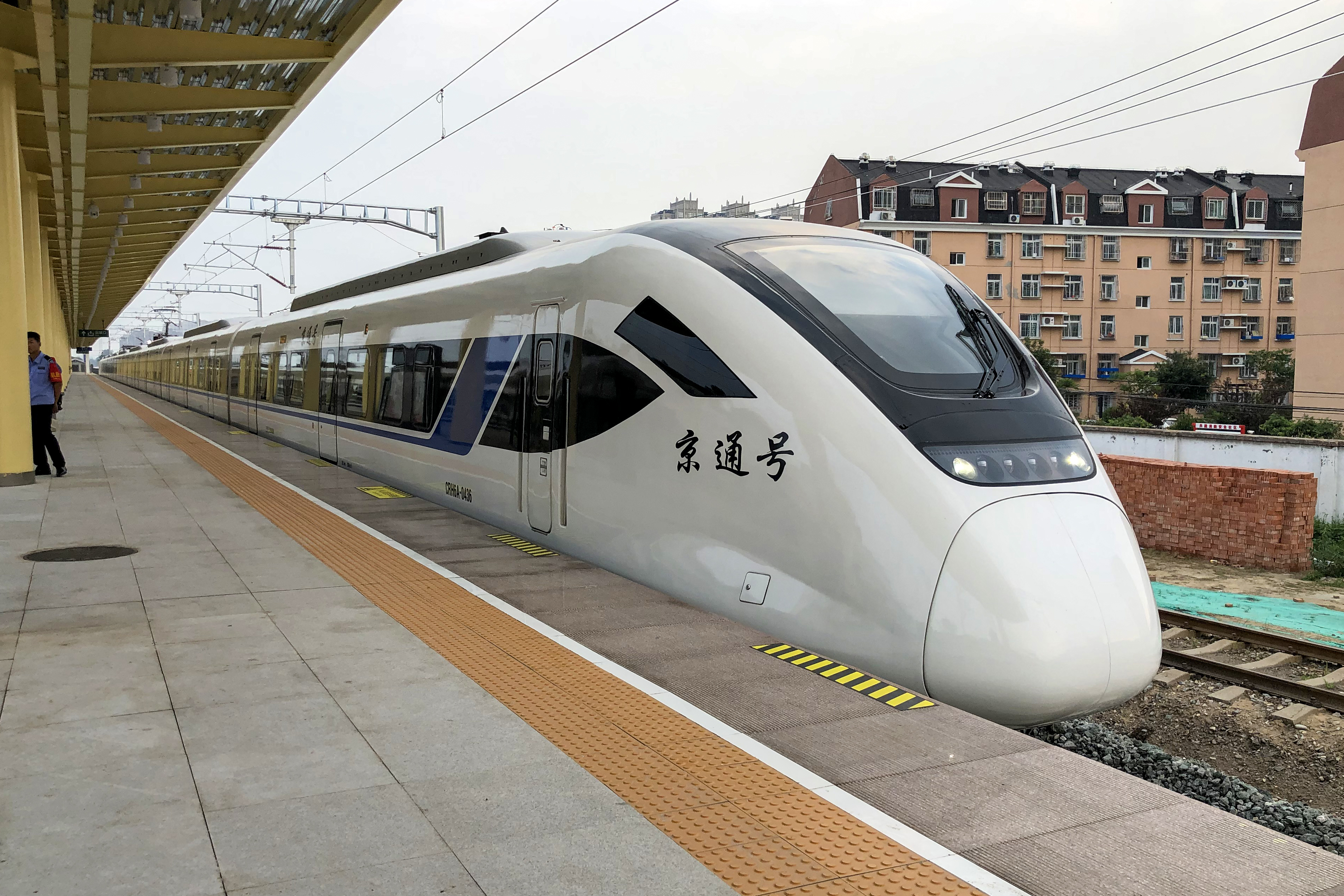
Zug der S1 in Qiaozhuang Ost
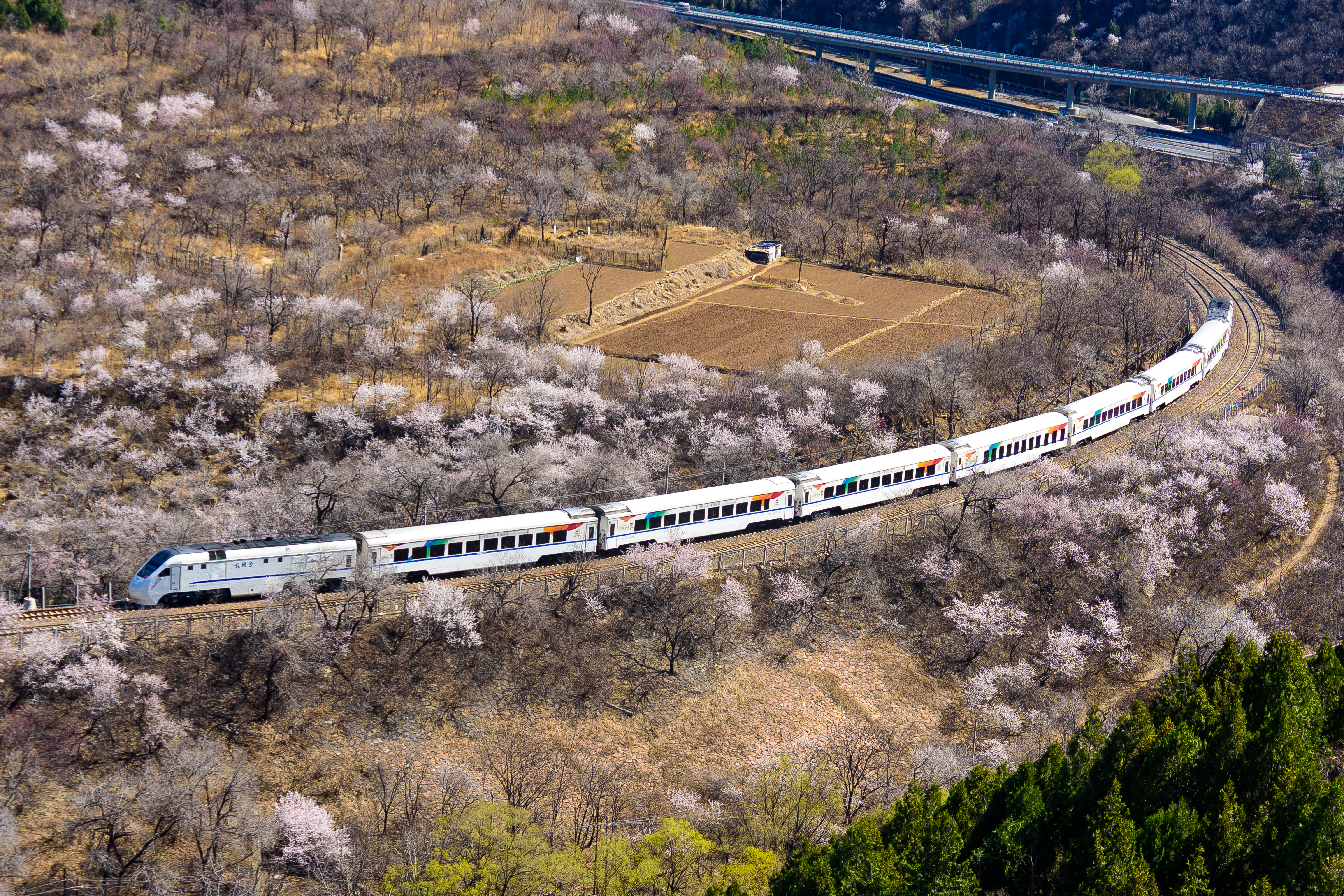
Dieseltriebzug NDJ3 der S2 bei der Fahrt durch die Aprikosenblüten
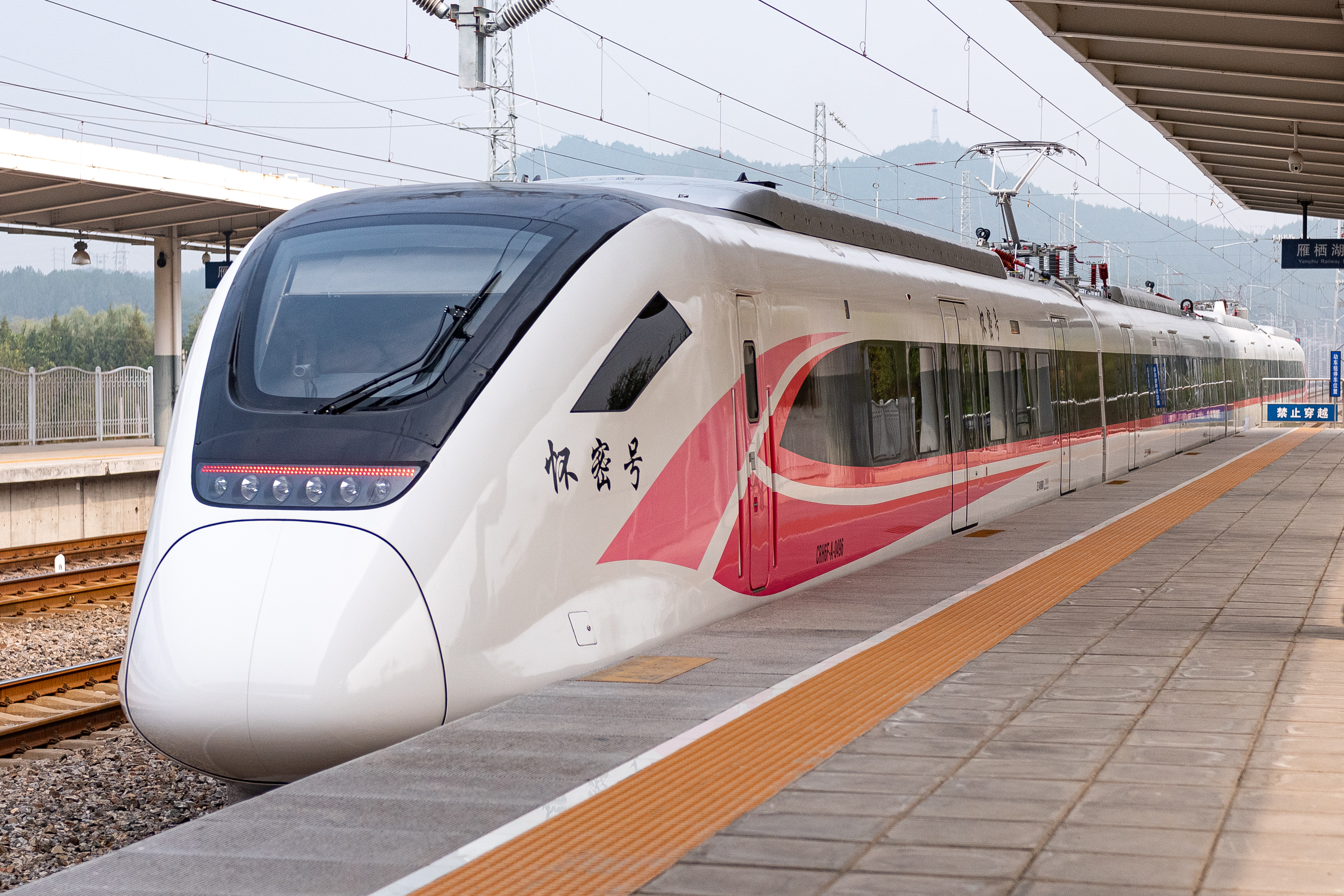
CRH6F-A der Huairou–Miyun-Linie
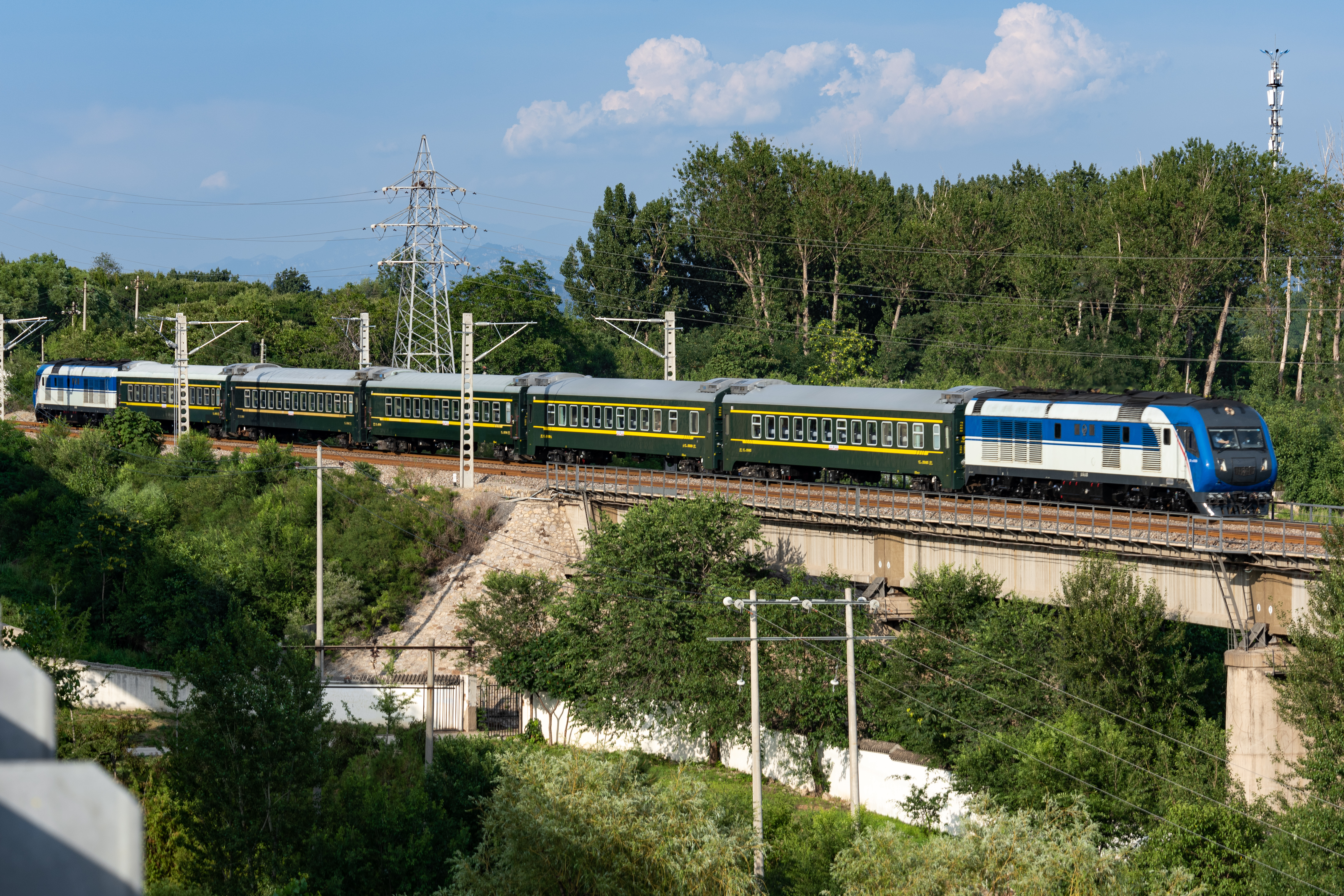
Zug der Tongzhou–Miyun-Linie mit fünf Wagen und je einer DF11G an beiden Enden